# Брајан (Тексас)
Брајан (енгл. Bryan) град је у америчкој савезној држави Тексас. Налази се у округу Бразос, чије је седиште. По попису становништва из 2010. у њему је живело 76.201 становника.

## Демографија
Према попису становништва из 2010. у граду је живело 76.201 становника, што је 10.541 (16,1%) становника више него 2000. године.
| Група             | 2000.          | 2010.          |
| Белци             | 33.943 (51,7%) | 32.772 (43,0%) |
| Афроамериканци    | 11.635 (17,7%) | 13.748 (18,0%) |
| Азијати           | 1.084 (1,7%)   | 1.313 (1,7%)   |
| Хиспаноамериканци | 18.271 (27,8%) | 27.617 (36,2%) |
| Укупно            | 65.660         | 76.201         |